# 拓跋鬱律
拓跋鬱律（3世紀？—321年），中國東晉十六國時期鮮卑索頭部首領、代王，316年至321年在位，是南北朝時期北魏皇帝的先祖之一，儀表雄偉，很有謀略與威望。其父為拓跋弗。
310年，鬱律於代王拓跋猗盧在位時，曾受命支援晉將劉琨擊敗鮮卑白部及匈奴鐵弗部劉虎。316年尚在襁褓中的代王（拓跋普根之子，鬱律的堂侄）去世後繼位。
318年，再度擊破劉虎之侵略，其後西取古烏孫國的故土（中亞），東併勿吉（今中國吉林省）以西之地，史籍載此時索頭部「士馬精強，雄於北方」、「控弦上馬將有百萬」。
321年，故索頭部首領拓跋猗㐌之妻惟氏（即普根之母），對於鬱律之強大及人心歸附，頗為忌憚，恐怕對自己的兒子不利，於是殺鬱律，而扶立惟氏之子拓跋賀傉繼位。索頭部各酋長在這次政變中死亡者有數十人之多。
北魏道武帝拓跋珪稱帝時，將鬱律追諡為平文皇帝，後又加其廟號為太祖。

## 家庭

### 妻妾
- 王氏，拓跋什翼健生母
- 贺兰氏，拓跋翳槐生母[1][2][3]

### 子女
- 拓跋翳槐，追尊魏烈帝
- 拓跋什翼犍，追尊魏昭成帝
- 拓跋屈
- 拓跋孤，追尊高凉神武王
- 拓跋氏，嫁贺纥
- 拓跋氏，刘库仁母